# Topostorie
Topostorie è stata una rivista a fumetti, pubblicata da Panini Comics a partire da maggio 2014 fino a novembre 2017 per un totale di 43 numeri. Si tratta della seconda testata Disney creata dalla Panini dopo Uack!. La testata riprende la tradizione avviata nel 1957 con la storica collana dei "I Classici di Walt Disney", volumi che riproponevano alcune tra le migliori storie della produzione disneyana collegate da un'avventura inedita. Questa rivista è pubblicata nella stessa testata di Disney Comix. Pubblica ristampe di storie già edite su altre testate come Topolino; ogni numero ha uno o più personaggi come protagonisti e ha un proprio titolo a tema. Vi è presente un prologo, e tra un racconto e l'altro vi sono delle vignette inedite che collegano tutte le trame presenti come se fossero tutte un'unica storia, con un finale che conclude la storia.
Ogni fumetto veniva a 4,00 € mentre le copertine erano state fatte da Alessandro Perina.

## Volumi
| Nr. | Mese di pubblicazione | I.N.D.U.C.K.S. | Titolo del volume                      | Trama |
| --- | --------------------- | -------------- | -------------------------------------- | --- |
| 1   | maggio 2014           | Scheda         | Dal Vesuvio con furore                 | All'EXPA 2012, Paperone apre un affare con un impresario di pizzerie italiani. Al momento della firma, però, la cuoca del suo cliente si rivela essere Amelia travestita. Per passare il tempo Paperone e la fattucchiera raccontano di come i due si sono incontrati e dei vari scontrati che hanno avuto nel tempo. |
| 2   | giugno 2014           | Scheda         | Attenti a quei tre                     | Dei misteriosi messaggi porteranno Topolino, Paperino e Pippo ad incontrarsi e a raccontare delle loro avventure passate insieme. |
| 3   | luglio 2014           | Scheda         | X Factor-ia                            | Ciccio riceve una proposta di lavoro da un rinomato Chef e per questo Nonna Papera chiederà ai partenti e affini chi si vuole occupare della sua fattoria. |
| 4   | agosto 2014           | Scheda         | Indovina chi viene in vacanza?         | Topolino, Pietro, Basettoni e Manetta passeranno delle vacanze estive molto movimentate. |
| 5   | settembre 2014        | Scheda         | Ritorno a scuola                       | I Paperi dopo una serie di sventure finiranno volenti o no a ritornare tra i banchi di scuola. |
| 6   | ottobre 2014          | Scheda         | La dolce vita?                         | Paperino incontra per caso un suo vecchio compagno di scuola e per far bella figura dice di essere il preferito di Zio Paperone e che vive una vita spensierata. |
| 7   | novembre 2014         | Scheda         | Halloween!                             | Dopo un altro disastroso Halloween Paperino, colpito da un maleficio, si dirige con i nipotini a Topolinia per parlare con Pippo, l'unico in grado di contattare la Strega Nocciola. |
| 8   | dicembre 2014         | Scheda         | Dal diario di Topolino                 | Macchia Nera e Pietro fuggono dal carcere la Vigilia di Natale e si rifugiano a casa di Topolino. Lì per caso trovano il suo diario dove rileggono le loro passate sconfitte contro l'odiato Topo. |
| 9   | gennaio 2015          | Scheda         | Cercasi Paperino disperatamente        | Paperino, stufo di essere maltrattato dai Parenti e Affini, decide di sparire nascondendosi nel deposito. Una volta volatilizzato tutti quanti si chiedono se è un bene oppure un male. |
| 10  | febbraio 2015         | Scheda         | Paperi a Venezia                       | Per una serie di strane circostanze i paperi finiranno spesso nella città di Venezia. |
| 11  | marzo 2015            | Scheda         | Il corto, il lungo e... il pasticcione | In un'ambientazione stile Far West. Topolino Kid, Pippo Sei Colpi e Paper Kid vivranno mirabolanti avventure ma anche disavventure. |
| 12  | aprile 2015           | Scheda         | Uova, paperi e conigli                 | Paperino, come al solito, è senza soldi. E come se non bastasse si avvicina il giorno di Pasqua. Data molto temuta dal papero per via che deve comprare regali per i nipotini e la fidanzata. |
| 13  | maggio 2015           | Scheda         | P&P the Producers                      | Per surclassare Rockerduck nel campo cinematografico, Paperone ordina ad Archimede di costruire una telecamera temporale per registrare l'Iliade dal vero. Ma Paperino e Paperina ne approfittano per vedere i loro antenati.                                                                                         |
| 14  | giugno 2015           | Scheda         | Prima pagina                           | Paperino e Paperoga lavorano come giornalisti malpagati al Papersera di proprietà di Paperone. E come se non bastasse sempre che stanno per essere licenziati. |
| 15  | luglio 2015           | Scheda         | Pippo dinasty                          | Pippo, per onorare un'antichissima tradizione di famiglia, deve aiutare i suoi parenti sparsi per il mondo quando questi vengono da lui. E Topolino ci finirà di mezzo aiutandolo. |
| 16  | agosto 2015           | Scheda         | I signori in giallo                    | Di nascosto tre misteriosi bambini spieranno gli scontri tra Topolino e Macchia Nera. Cosa vorranno dai due? Note: insieme al volume era allegato un portachiavi della serie "ComicKeys" |
| 17  | settembre 2015        | Scheda         | Il giorno della civetta                | Zio Paperone, come ogni volta, deve sopportare i continui corteggiamenti di Brigitta, ma la cosa più brutta è che si sta avvicinando il giorno dove ha promesso di passare un'intera giornata con lei! |
| 18  | ottobre 2015          | Scheda         | Gli insoliti sospetti                  | Pippo è stufo che quando finisce in qualche caso insieme a Topolino non riesce mai a scoprire il colpevole. In questa storia ci proverà ad indovinare lui. |
| 19  | novembre 2015         | Scheda         | Invito a teatro                        | Per salvare un teatro sull'orlo della chiusura Qui, Quo e Qua aiutati da partenti e affini faranno degli spettacoli per racimolare la somma per salvare la struttura. |
| 20  | dicembre 2015         | Scheda         | Conto di Natale                        | Paperone riceve un messaggio dal suo rivale di sempre Rockerduck dove accenna ad un "conto di Natale". Sorpreso dalla risposta il papero teme di avere un debito con il rivale. |
| 21  | gennaio 2016          | Scheda         | Topolino KO?                           | Topolino costretto da Minni va da uno "psicologo per avventurieri" che lo mette in guardia per un possibile incidente. Non curante alla fine Topolino si rompe una gamba e pensa che forse deve ritirarsi. |
| 22  | febbraio 2016         | Scheda         | Genio Low Cost                         | Archimede è stufo di creare invenzioni senza guadagnare un soldo. Cercherà di farsi rispettare, con conseguenze catastrofiche. |
| 23  | marzo 2016            | Scheda         | Cattivissimi noi                       | Topolino si prende una vacanza a seguito di un'intervista dove canzona i suoi acerrimi nemici. Ma Macchia Nera, Pietro, Trudy e altri cattivi si presentano per regolare i conti e mettere in chiaro chi è il più malvagio.                                                                                           |
| 24  | aprile 2016           | Scheda         | I grandi fratelli                      | Qui, Quo e Qua ricevono una nuova console per videogiochi, però il giorno dopo la trovano distrutta. Subito i tre si accusano a vicenda e alla fine si promettono che non si parleranno mai più. Sarà compito di Paperino e affini far capire che devono fare la pace.                                                |
| 25  | maggio 2016           | Scheda         | Oggi lavora lui?                       | Zio Paperone e Rockerduck, all'insaputa di Paperino, filmeranno il papero mentre svolge i suoi sfortunati lavori occasionali che falliscono sempre, per poi farlo diventare uno show televisivo. |
| 26  | giugno 2016           | Scheda         | La strana coppia                       | Il commissariato di Topolinia non gode di buona fama. Specialmente per colpa di Manetta e Rock Sassi. I due si dovranno impegnare se non vogliono essere licenziati. |
| 27  | luglio 2016           | Scheda         | Più che amici                          | Topolino, Minnie e Pluto vanno al parco dove incontrano un signore che possiede un cane fifone e il topo racconterà le avventure con il suo amico a quattrozampe. |
| 28  | agosto 2016           | Scheda         | Il ciclone                             | Come ogni volta Paperoga ne combina di tutti i colori, e a pagarne le conseguenze oltre che Paperino sarà tutta Paperopoli. Note: Insieme al volume era allegata una medaglia celebrativa per le Olimpiadi 2016. |
| 29  | settembre 2016        | Scheda         | Alla ricerca del libro perduto         | Pippo ha perso un libro di un suo antenato e Topolino teme che sia finito da qualche parte nelle varie epoche dopo i viaggi nel tempo con la macchina di Zapotec. |
| 30  | ottobre 2016          | Scheda         | Quattro bassotti per uno scozzese      | Di nuovo sconfitti la Banda Bassotti cercherà lo stesso in tutti modi di derubare il Deposito di Paperone. |
| 31  | novembre 2016         | Scheda         | Nei miei panni                         | Pietro Gambadilegno fallisce l'ennesimo colpo, sempre per colpa di Topolino. Esasperato si chiede in cosa sbaglia e sarà il topo a spiegarli perché fallisce sempre. |
| 32  | dicembre 2016         | Scheda         | Quel tesoro dello zione                | Zio Paperone dopo un sogno premonitore è convinto che deve trovare un tesoro, pe questo chiederà a Paperino di aiutarlo a cercarlo. |
| 33  | gennaio 2017          | Scheda         | Aspettando Topolino                    | In uno stile che ricorda il film Forrest Gump, Pippo alla fermata dell'Autobus aspetta Topolino per andare al cinema con lui e nel mentre incontrerà dei suoi conoscenti raccontandoli varie avventure avute con il suo amico.                                                                                        |
| 34  | febbraio 2017         | Scheda         | Colpi… di fortuna                      | Anche se fortunato non sempre Gastone passa dei bei momenti. E in questa storia lo mostrerà. |
| 35  | marzo 2017            | Scheda         | Occhio alla penna!                     | Topolino e Paperino vengono chiamati da un nuovo editore che chiede ai due d'improvvisarsi scrittori. |
| 36  | aprile 2017           | Scheda         | Caccia all'errore                      | Dopo l'ennesimo errore Paperino e Paperoga si danno alla macchia per scappare dalle ire di Zio Paperone. Per passare il tempo i due si racconteranno delle storie dove in certi momenti ci sarà un errore, starà a loro (ma specialmente ai lettori) scoprire qual è.                                                 |
| 37  | maggio 2017           | Scheda         | Scava & vinci                          | Indiana Pipps farà di tutto per vincere un concorso tra archeologi e Topolino, volentieri o no, gli darà una mano. |
| 38  | giugno 2017           | Scheda         | In viaggio con lo Zio                  | Paperino con Qui, Quo e Qua partono per le vacanze estive, con risultati disastrosi. |
| 39  | luglio 2017           | Scheda         | E.B. l'extra-terrestre                 | Topolino e Pippo passano dei bei momenti con il loro amico Eta Beta. |
| 40  | agosto 2017           | Scheda         | Vacanze virtuali                       | È arrivato Agosto e Paperopoli si svuota. In città rimangono solo Paperino e Archimede. E sarà grazie all'inventore che Paperino proverà la sua nuova macchina della realtà aumentata. |
| 41  | settembre 2017        | Scheda         | Nemici per la pelle                    | Topolino e Pietro si ritrovano in una stanza ammanettati l'uno con l'altro, e nel mentre cercano di liberarsi ricordano qualche avventura passata. |
| 42  | ottobre 2017          | Scheda         | Alberi… di famiglia                    | Dopo una partita di calcio tra Paperopoli e Topolinia i paperi insieme a Topolino si ritroveranno a parlare dei loro antenati. Nel mentre qualcuno nell'ombra spia i loro discorsi. |
| 43  | novembre 2017         | Scheda         | Non toccare quel tasto!                | Dopo aver distrutto un pianoforte di inestimabile valore Topolino avrà solo un anno di tempo per racimolare la somma necessaria per metterlo a posto. E per farlo dovrà svolgere vari lavori fuori dalla sua portata.                                                                                                 |